# Новобасанская сельская община
Новобасанская сельская общи́на (укр. Новобасанська сільська громада) — территориальная община в Нежинском районе Черниговской области Украины. Административный центр — село Новая Басань.
Население — 6132 человек. Площадь — 362,2 км².
Количество учреждений, оказывающих первичную медицинскую помощь — 3.    

## История
Новобасанская сельская община была создана 15 февраля 2017 года путём объединения Белоцерковского, Веприкского, Новобасанского, Новобыковского сельсоветов Бобровицкого района.   
12 июня 2020 года была присоединены территории Красиловского, Надиновского, Крещатенского, Чемерского сельсоветов Бобровицкого района.
17 июля 2020 года община вошла в состав нового Нежинского района. Бобровицкий район был ликвидирован.

## География
Территория общины представляет из себя южную часть упразднённого Бобровицкого района (1923-2020). Община граничит с Бобровицкой общиной Нежинского района, Киевской областью. 
Реки: Супой, Вепра, Недра.

## Населённые пункты
- Новая Басань
- Белоцерковцы
- Борки
- Веприк
- Вороньки
- Красное
- Мочалище
- Новоселица
- Новый Быков
- Ракитное
- Соколовка
- Старый Быков
- посёлок Чистополье